# Châbons
Châbons és un municipi francès situat al departament de la Isèra i a la regió d'Alvèrnia-Roine-Alps. L'any 2007 tenia 1.732 habitants.

## Demografia

### Població
El 2007 la població de fet de Châbons era de 1.732 persones. Hi havia 649 famílies de les quals 146 eren unipersonals (67 homes vivint sols i 79 dones vivint soles), 185 parelles sense fills, 271 parelles amb fills i 47 famílies monoparentals amb fills.
La població ha evolucionat segons el següent gràfic:
Habitants censats

### Habitatges
El 2007 hi havia 759 habitatges, 655 eren l'habitatge principal de la família, 54 eren segones residències i 49 estaven desocupats. 671 eren cases i 71 eren apartaments. Dels 655 habitatges principals, 496 estaven ocupats pels seus propietaris, 144 estaven llogats i ocupats pels llogaters i 15 estaven cedits a títol gratuït; 21 tenien una cambra, 20 en tenien dues, 60 en tenien tres, 191 en tenien quatre i 365 en tenien cinc o més. 546 habitatges disposaven pel capbaix d'una plaça de pàrquing. A 241 habitatges hi havia un automòbil i a 355 n'hi havia dos o més.

### Piràmide de població
La piràmide de població per edats i sexe el 2009 era:
| Homes | Edats   | Dones |
| ----- | ------- | ----- |
| 0     | 95 o +  | 8     |
| 0     | 90 a 94 | 12    |
| 8     | 85 a 89 | 20    |
| 4     | 80 a 84 | 12    |
| 28    | 75 a 79 | 36    |
| 24    | 70 a 74 | 44    |
| 52    | 65 a 69 | 36    |
| 16    | 60 a 64 | 28    |
| 36    | 55 a 59 | 32    |
| 60    | 50 a 54 | 64    |
| 64    | 45 a 49 | 56    |
| 52    | 40 a 44 | 48    |
| 44    | 35 a 39 | 56    |
| 44    | 30 a 34 | 40    |
| 40    | 25 a 29 | 52    |
| 44    | 20 a 24 | 48    |
| 36    | 15 a 19 | 56    |
| 48    | 10 a 14 | 60    |
| 56    | 5 a 9   | 28    |
| 36    | 0 a 4   | 28    |

## Economia
El 2007 la població en edat de treballar era de 1.093 persones, 838 eren actives i 255 eren inactives. De les 838 persones actives 789 estaven ocupades (428 homes i 361 dones) i 49 estaven aturades (15 homes i 34 dones). De les 255 persones inactives 92 estaven jubilades, 86 estaven estudiant i 77 estaven classificades com a «altres inactius».

### Ingressos
El 2009 a Châbons hi havia 679 unitats fiscals que integraven 1.822,5 persones, la mediana anual d'ingressos fiscals per persona era de 18.068 €.

### Activitats econòmiques
Dels 72 establiments que hi havia el 2007, 1 era d'una empresa extractiva, 1 d'una empresa alimentària, 1 d'una empresa de fabricació de material elèctric, 2 d'empreses de fabricació d'altres productes industrials, 22 d'empreses de construcció, 10 d'empreses de comerç i reparació d'automòbils, 5 d'empreses de transport, 5 d'empreses d'hostatgeria i restauració, 1 d'una empresa d'informació i comunicació, 3 d'empreses immobiliàries, 6 d'empreses de serveis, 8 d'entitats de l'administració pública i 7 d'empreses classificades com a «altres activitats de serveis».
Dels 28 establiments de servei als particulars que hi havia el 2009, 1 era una oficina de correu, 4 tallers de reparació d'automòbils i de material agrícola, 3 paletes, 3 guixaires pintors, 2 fusteries, 5 lampisteries, 5 electricistes, 2 perruqueries, 2 restaurants i 1 saló de bellesa.
Dels 5 establiments comercials que hi havia el 2009, 1 era una fleca, 2 carnisseries, 1 una botiga d'equipament de la llar i 1 una floristeria.
L'any 2000 a Châbons hi havia 39 explotacions agrícoles que ocupaven un total de 1.050 hectàrees.

## Equipaments sanitaris i escolars
El 2009 hi havia 1 farmàcia i 1 ambulància.
El 2009 hi havia 2 escoles elementals.

## Poblacions més properes
El següent diagrama mostra les poblacions més properes.